# Tigri
La région du Tigri (en néerlandais : Tigri-gebied) est une zone forestière faisant l'objet d'un litige entre le Suriname et le Guyana depuis 1840, à l'extrémité sud de la frontière entre les deux pays. Délimitée entre l'affluent supérieur de la Corentyne (appelée Bover Corentyne au Suriname et Upper Corentyne River au Guyana, autrement appelée New River) à l'Ouest et les rivières Coeroeni et Kutari à l'Est, cette zone de forme triangulaire est connue comme la New River Triangle au Guyana.
Appartenant actuellement au Guyana, la zone est comprise dans la région de Berbice oriental-Courantyne, tandis qu'au Suriname, elle est considérée comme faisant partie du ressort de Coeroeni appartenant au district de Sipaliwini.

## Histoire

### Origine de la frontière
Le traité anglo-néerlandais de 1814 fixe la frontière entre la Guyane britannique et la Guyane néerlandaise à la rivière Corentyne. Le traité a été signé et ratifié par les deux parties. Robert Schomburgk a relevé les frontières de la Guyane britannique en 1840. Prenant la rivière Courantyne comme frontière, il navigue jusqu'à ce qu'il considère comme sa source, la rivière Kutari, afin de délimiter la frontière. En 1871, Charles Barrington Brown a découvert la Corentyne supérieure (en anglais : Upper Corentyne ou New River), qui est la source de la Corentyne. C'est ainsi qu'est né le conflit de la zone du Tigri ou New River Triangle.
La frontière sud de la région du Tigri se trouve dans l'État brésilien de Pará et, pour établir cette frontière, le Brésil a cherché à coopérer avec la Grande-Bretagne, car il considérait que cette région était sous le contrôle de la Guyane britannique et non de la Guyane néerlandaise. Plus tard, l'accord sur le point de jonction triangulaire a permis d'établir le point de rencontre entre ce qui est aujourd'hui le Brésil, le Suriname et le Guyana.
Le tribunal chargé de régler la crise vénézuélienne de 1895 a également attribué le « Triangle de la Nouvelle Rivière » à la Guyane britannique. Les Pays-Bas ont toutefois émis une protestation diplomatique, affirmant que la New River, et non le Kutari, devait être considéré comme la source de la Corentyne et comme frontière. Le gouvernement britannique répond que la question est déjà réglée par l'acceptation de la Kutari comme frontière.

### Évolution du tracé
En 1936, une commission mixte établie par les gouvernements britannique et néerlandais a décidé d'attribuer au Suriname toute la largeur de la rivière Corentyne, conformément à l'accord de 1899. La frontière de la mer territoriale a été considérée comme prolongeant de 10° le point n° 61, à trois milles nautiques (5,6 km) de la côte. En revanche, le New River Triangle a été entièrement attribué à la Guyane britannique. Le traité donnant force de loi à cet accord n'a jamais été ratifié en raison du déclenchement de la Seconde Guerre mondiale. Le représentant néerlandais Conrad Carel Käyser (en) a signé un accord avec les représentants britanniques et brésiliens, plaçant la jonction des trois points près de la source de la rivière Kutari. Désireux de clore la question de la frontière avant que la Guyane britannique n'accède à l'indépendance, le gouvernement britannique a relancé les négociations en 1961. La position britannique reconnaissait « la souveraineté néerlandaise sur la rivière Corentyne, une ligne de 10° divisant la mer territoriale, et le contrôle britannique sur la New River Triangle » Les Pays-Bas ont répondu en revendiquant formellement le New River Triangle, mais avec une frontière appuyée par un talweg supplémentaire dans la rivière Corentyne (cette dernière position n'a en revanche jamais été revendiquée par aucun autre gouvernement surinamais). Aucun accord n'a été conclu et la Guyane britannique est devenue indépendante, sous le nom de Guyana, alors que ses frontières n'étaient pas réglées.

### Situation actuelle
Dans l'actuel village de Kuruni (en), près de la piste d'atterrissage de Coeroenie (en), des maisons préfabriquées ont été installées pour les travailleurs dans la construction d'un barrage. Les travaux ont également commencé dans un camp près de la rivière Oronoque (en). Le 12 décembre 1967, quatre hommes armés des forces de police guyaniennes ont débarqué à Oronoque et ont ordonné aux ouvriers de quitter la zone,. Quatre postes militaires ont été initialement établis par l'armée surinamaise, mais (principalement pour des raisons financières) seul le Camp Tigri (également connu sous le nom de Camp Jaguar) est resté. Le 19 août 1969, des escarmouches frontalières ont eu lieu entre les forces guyaniennes et les milices surinamaises au Camp Tigri, qui a ensuite été conquis par le Guyana. Le 18 mars 1970, Eric Williams, Premier ministre de Trinité-et-Tobago, a proposé sa médiation. En novembre 1970, les gouvernements surinamais et guyanien se sont mis d'accord à Trinité-et-Tobago pour retirer leurs forces militaires du Triangle. Avant l'indépendance du Suriname en 1975, le président Henck Arron a demandé au Premier ministre néerlandais Joop den Uyl une définition précise des frontières. Le Guyana n'a pas respecté cet accord et continue d'exercer une forte emprise sur le New River Triangle,,.

## Villages
Les villages indigènes de Kasuela et Sakuru de la tribu Tiriyó sont situés à l'intérieur de la zone du Tigri. Kasuela est le plus ancien village du groupe situé sur l'île au milieu du New River. Le village est aussi connu comme Casuela et Cashew Island. Camp Tigri, connu au Guyana comme Camp Jaguar, est situé au nord du village.
Le village de Sakuru a été fondé en 2008 par un groupe de personnes venu de Kwamalasamutu.